# Kathleen Pettigrew
Kathleen Pettigrew (Bermondsey, 1898 - ?) fue secretaria de la policía y de los servicios de inteligencia británicos durante la Primera y la Segunda Guerra Mundial, donde alcanzó los puestos más altos. Es mejor conocida por ser la inspiración para Miss Moneypenny en las novelas y películas de James Bond.

## Biografía
Pettigrew nació en 1898 en Bermondsey, Londres, de padres que tenían una tienda. Inicialmente trabajó en la División Especial de la policía durante la Primera Guerra Mundial y estuvo presente durante el interrogatorio de espías alemanes, incluida Mata Hari. Trabajó para el MI6 durante 37 años y llegó a ser la secretaria de mayor rango de la organización, trabajando con cinco de sus jefes. Acompañó al menos a uno de ellos, Stewart Menzies, en las reuniones con Winston Churchill. Durante la Segunda Guerra Mundial participó en la transmisión de mensajes dentro de Bletchley Park, así como en la comunicación con agentes de campo en el extranjero.
Pettigrew fue nombrada OBE en 1958 cuando se jubiló como directora ejecutiva del Ministerio de Relaciones Exteriores, después de haber recibido previamente un MBE en 1946.